# Ле-Тюї-Сіньоль

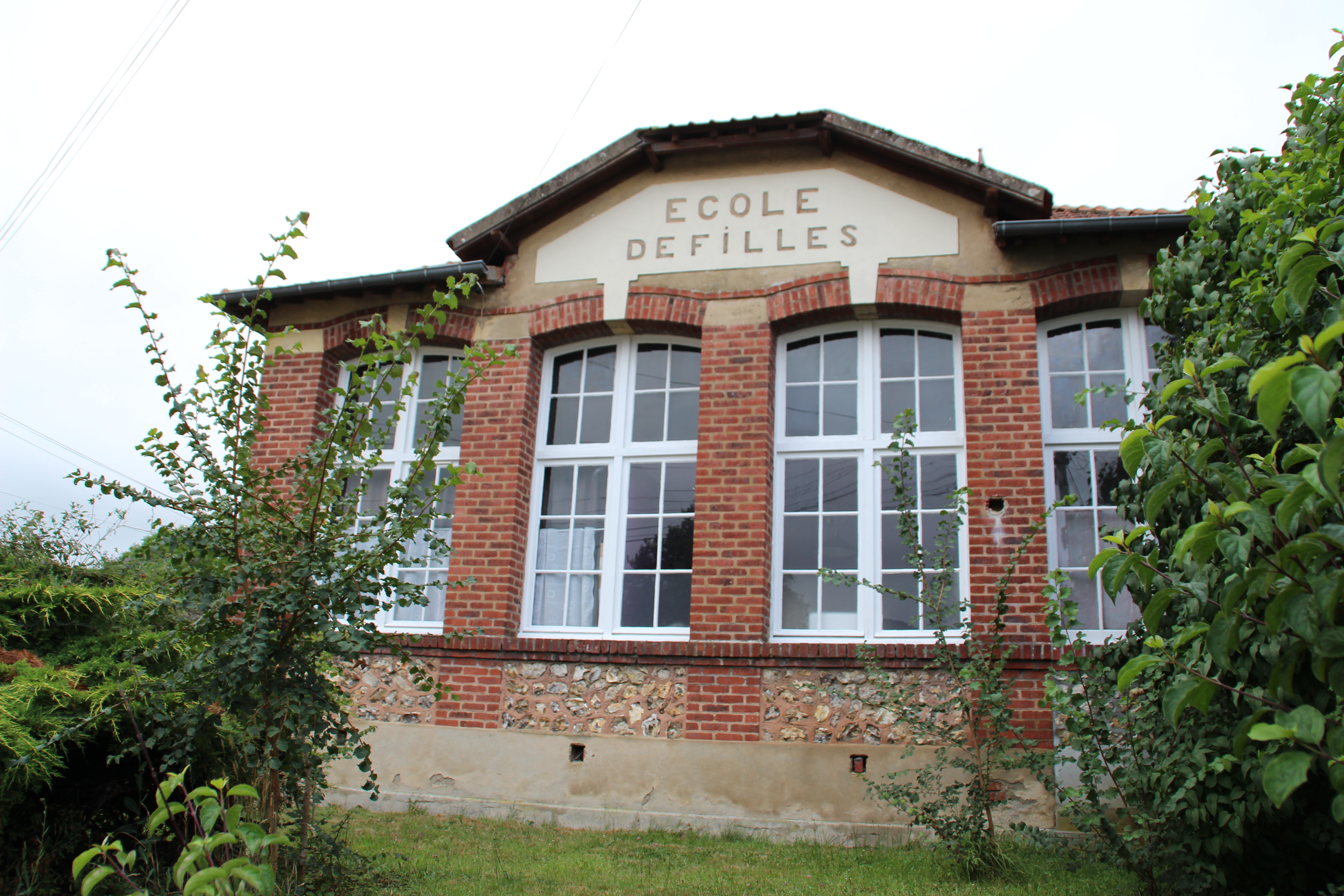

Ле-Тюї́-Сіньо́ль (фр. Le Thuit-Signol) — колишній муніципалітет у Франції, у регіоні Нормандія, департамент Ер. Населення — 2230 осіб (2011).
Муніципалітет був розташований на відстані близько 115 км на північний захід від Парижа, 23 км на південний захід від Руана, 32 км на північний захід від Евре.

## Історія
До 2015 року муніципалітет перебував у складі регіону Верхня Нормандія. Від 1 січня 2016 року належав до нового об'єднаного регіону Нормандія.
1 січня 2016 року Ле-Тюї-Сіньоль, Ле-Тюїт-Анже i Ле-Тюї-Сіме було об'єднано в новий муніципалітет Ле-Тюї-де-л'Уазон.

## Демографія
Динаміка населення (INSEE ):
Розподіл населення за віком та статтю (2006):
| Стать | Всього | До 15 років | 15-24 | 25-44 | 45-64 | 65-85 | Понад 85 |
| --- | ------ | ----------- | ----- | ----- | ----- | ----- | -------- |
| Чоловіки | 1085   | 261         | 154   | 247   | 273   | 134   | 16       |
| Жінки | 970    | 204         | 77    | 253   | 324   | 108   | 4        |
| \| Статево-вікова піраміда \| Статево-вікова піраміда \| Статево-вікова піраміда \| \| ----------------------- \| ----------------------- \| ----------------------- \| \| Чоловіки \| Вік \| Жінки \| \| 16 \| 85 + \| 4 \| \| 19 \| 80-84 \| 27 \| \| 38 \| 75-79 \| 27 \| \| 31 \| 70-74 \| 31 \| \| 46 \| 65-69 \| 23 \| \| 73 \| 60-64 \| 108 \| \| 65 \| 55-59 \| 62 \| \| 73 \| 50-54 \| 73 \| \| 62 \| 45-49 \| 81 \| \| 77 \| 40-44 \| 65 \| \| 85 \| 35-39 \| 100 \| \| 58 \| 30-34 \| 50 \| \| 27 \| 25-29 \| 38 \| \| 50 \| 20-24 \| 35 \| \| 104 \| 15-20 \| 42 \| \| 100 \| 10-14 \| 73 \| \| 96 \| 5-9 \| 81 \| \| 65 \| 0-4 \| 50 \| |        |             |       |       |       |       |          |
| Статево-вікова піраміда |        |             |       |       |       |       |          |
| Чоловіки | Вік    | Жінки       |       |       |       |       |          |
| 16 | 85 +   | 4           |       |       |       |       |          |
| 19 | 80-84  | 27          |       |       |       |       |          |
| 38 | 75-79  | 27          |       |       |       |       |          |
| 31 | 70-74  | 31          |       |       |       |       |          |
| 46 | 65-69  | 23          |       |       |       |       |          |
| 73 | 60-64  | 108         |       |       |       |       |          |
| 65 | 55-59  | 62          |       |       |       |       |          |
| 73 | 50-54  | 73          |       |       |       |       |          |
| 62 | 45-49  | 81          |       |       |       |       |          |
| 77 | 40-44  | 65          |       |       |       |       |          |
| 85 | 35-39  | 100         |       |       |       |       |          |
| 58 | 30-34  | 50          |       |       |       |       |          |
| 27 | 25-29  | 38          |       |       |       |       |          |
| 50 | 20-24  | 35          |       |       |       |       |          |
| 104 | 15-20  | 42          |       |       |       |       |          |
| 100 | 10-14  | 73          |       |       |       |       |          |
| 96 | 5-9    | 81          |       |       |       |       |          |
| 65 | 0-4    | 50          |       |       |       |       |          |

## Економіка
2010 року серед 1463 осіб працездатного віку (15—64 років) 1007 були активними, 456 — неактивними (показник активності 68,8%, у 1999 році було 70,9%). З 1007 активних мешканців працювала 951 особа (508 чоловіків та 443 жінки), безробітними було 56 (24 чоловіки та 32 жінки). Серед 456 неактивних 127 осіб було учнями чи студентами, 221 — пенсіонерами, 108 були неактивними з інших причин.

У 2010 році в муніципалітеті числилось 825 оподаткованих домогосподарств, у яких проживали 2323,0 особи, медіана доходів виносила 21 614 євро на одного особоспоживача